# الإمبراطورية التبتية
الإمبراطورية التبتية (بالإنجليزية: Tibetan empire)‏(التبتية: བོད་ ཆེན་ པོ،) وجدت في الفترة من القرن السابع حتي القرن التاسع الميلادي، عندما تم توحيد التبت كإمبراطورية كبيرة وقوية، وحكمت مساحة أكبر بكثير من هضبة التبت، وتمتد إلى أجزاء من شرق آسيا وآسيا الوسطى وجنوب آسيا.
وصف التاريخ التبتي التقليدي مآثر قائمة طويلة من الحكام، والتأييد الخارجي من القرن السابع في التاريخ الصيني، حيث سماها (Tǔbō (吐蕃)، وابتداءا من القرن السابع حتي القرن التاسع حكمت سلالة الأباطرة إمبراطورية التبت، ومنذ فترة حكم الإمبراطور سونغتسين غامبو زادت قوة الإمبراطورية تدريجيا على مدى التضاريس المتنوعة. وبحلول عهد الإمبراطور رالباكان (Ralpacan)، في السنوات الأولى من القرن التاسع، كانت الامبراطورية تسيطر علي اراضي تمتد من حوض تاريم إلى جبال الهيمالايا والبنغال، ومن البامير إلى المقاطعات الصينية قانسو ويونان.
ساعدت التضاريس المتنوعة للإمبراطورية وصعوبة النقل، إلى جانب الأفكار الجديدة التي دخلت حيز الإمبراطورية نتيجة لتوسعها، على خلق ضغوط وتكتلات قوى كانت في كثير من الأحيان في حالة تنافس مع الحاكم المركزي للامبراطورية، على سبيل المثال، أتباع دين بون وأنصار العائلات النبيلة القديمة جاء تدريجيا لتجد نفسها في منافسة مع الديانة الحديثة الدخول في الامبراطورية وهي البوذية. انهارت الإمبراطورية في حرب أهلية في عقد 840.

## التاريخ

### نامري سونغتسين وتأسيس السلالة
نشأت القوة التي أصبحت الدولة التبتية في قلعة تاكتسي (بنقحرة ويلي: ستاغ-رتسي) في مقاطعة تشيبانغا (فاينغ-با) في تشونغيا (فيونغس-رغياس). هناك، وفقًا لوقائع التبت القديمة، أقنعت مجموعة تاغبو نيازيغ (ستاغ-بو سنيا-جيزغس) بالتمرد ضد غودري زينغبويي (دجو-غري زينج-بو-رجي)، الذي كان بدوره تابعًا لإمبراطورية تشانغتشونغ تحت سلالة ليغ ميي. تغلبت المجموعة على زينغبويي. في هذه المرحلة، كان نامري سونغتسين (المعروف أيضًا باسم نامري لونستان) هو زعيم عشيرة سادت على جميع العشائر المجاورة واحدة تلو الأخرى. سيطر على جميع المناطق المحيطة بما هي الآن لاسا، وذلك قبل اغتياله في نحو عام 618. أصبحت هذه المنطقة الإقليمية المولودة حديثًا تعرف فيما بعد باسم الإمبراطورية التبتية. تبع ذلك ظهور التبت على الساحة الدولية، حيث أرسلت حكومة نامري سونغتسين سفارتين إلى سلالة سوي الصينية في عامي 608 و609.
«أول ذكر للاسم بود، وهو الاسم المعتاد للتبت في المصادر التاريخية التبتية المتأخرة، مهم لأنه يستخدم للإشارة إلى منطقة محتلة. بعبارة أخرى، يشير الاسم القديم بود في الأصل فقط إلى جزء من هضبة التبت، وهو جزء أصبح، مع أرتسان (تسانغ، وتُكتب جيتسان في التبتية الآن) يسمى ديبس-جيتسان (وسط التبت)».

### عهد سونغتسين غامبو (618-650)
كان سونغتسين غامبو (سرونغ-برتسان سجام-بو) (604-650 تقريبًا) أول إمبراطور كبير وسع نفوذ التبت إلى ما بعد لاسا ووادي يارلونغ، ويُنسب إليه الفضل تقليديًا في إدخال البوذية إلى التبت.
عندما توفي والده نامري سونغتسين مسمومًا (618 تقريبًا)، تولى سونغتسين غامبو السيطرة بعد إخماد تمرد قصير. أثبت سونغتسين غامبو براعة في الدبلوماسية وكذلك القتال. هزم وزير الإمبراطور، ميانغ مانبويي (ميانغ مانغ-بو-ريي زانغ-تشانغ)، شعب السومبا في عام 627 تقريبًا. بعد ست سنوات (632-633 تقريبًا) اتهم ميانغ مانبويي بالخيانة وأعدم. خلفه الوزير غار سونغتسين (مغار-سرونغ-رتسان).
تذكر السجلات الصينية مبعوثًا إلى التبت في عام 634. في تلك المناسبة، طلب (أمر وفقًا لمصادر التبت) الإمبراطور التبتي الزواج من أميرة صينية ولكن رُفِض طلبه. في 635-636، هاجم الإمبراطور وهزم التيوهون (التبتية: أزة)، الذين عاشوا حول بحيرة كوكو نور وسيطروا على طرق تجارية مهمة إلى الصين. بعد سلسلة من الحملات العسكرية بين التبت وسلالة تانغ في 635-8، وافق الإمبراطور الصيني (فقط بسبب التهديد بالقوة، وفقًا لمصادر التبت) على تقديم أميرة صينية إلى سونغتسين غامبو.
نحو عام 639، بعد نزاع سونغتسين غامبو مع شقيقه الأصغر تسانسونغ (برتسان-سرونغ)، أُحرِقَ الأخ الأصغر حتى الموت من قبل وزيره خسريغ (مخاس-سريغس) (يفترض أن ذلك كان بناء على طلب من شقيقه الأكبر الإمبراطور).
غادرت الأميرة الصينية ونتشنغ (التبتية: مونغ-تشانغ كونغ-كو) الصين عام 640 لتتزوج من نجل سونغتسين غامبو. وصلت بعد ذلك بعام. يُنسب لتلك المناسبة تقليديًا كونها المرة الأولى التي أتت فيها البوذية إلى التبت، ولكن من غير المرجح أن البوذية امتدت لأبعد من الأجانب في المحكمة.
أُرسلت أخت سونغتسين غامبو ساماكار (ساد-مار-كار) للزواج من ليغ-ميي-ريا، ملك تشانغتشونغ في ما يعرف الآن بالتبت الغربية. مع ذلك، عندما رفض الملك إتمام الزواج، ساعدت شقيقها بعد ذلك في هزيمة ليغ-ميي-ريا ودمج تشانغتشونغ في الإمبراطورية التبتية. في عام 645، اجتاح سونغتسين غامبو مملكة تشانغتشونغ.
توفي سونغتسين غامبو في عام 650، وقد خلفه حفيده الرضيع تريمانغ لون (خري-مانغ-سلون). تُرِكَت السلطة الحقيقية في يد الوزير غار سونغتسين. يوجد بعض الالتباس حول ما إذا كانت منطقة التبت الوسطى قد غزت تشانغتشونغ في عهد سونغتسين غامبو أو في عهد تريسونغ ديتسين، (حكم منذ 755 حتى 797 أو 804). على الرغم من ذلك، يبدو أن سجلات تانغ أنالز تضع هذه الأحداث بوضوح في عهد سونغتسين غامبو لأنهم يذكرون أنه في عام 634، تشانغتشونغ ومختلف قبائل تشيانغ «خضعت له بالكامل». بعد ذلك، اتحد مع دولة تشانغتشونغ لهزيمة التيوهون، ثم غزا قبيلتين أخريين من التشيانغ قبل تهديد منطقة سونغتشو الصينية بجيش كبير جدًا (وفقًا للمصادر التبتية 100000، ووفقًا للصينيين أكثر من 200000 رجل). أرسل بعد ذلك مبعوثًا مع هدايا من الذهب والحرير إلى الإمبراطور الصيني لطلب أميرة صينية للزواج، وعندما رُفِض، هاجم سونغتشو. وفقًا للـتانغ أنالز، تراجع أخيرًا واعتذر، وبعد ذلك وافق الإمبراطور على طلبه.
بعد وفاة سونغتسين غامبو في عام 650 م، هاجمت أسرة تانغ الصينية العاصمة التبتية لاسا وسيطرت عليها. لم يستطع جنود سلالة تانغ مواصلة وجودهم في البيئة العدائية لهضبة التبت وسرعان ما عادوا إلى الصين الداخلية.